# Aleksi Aaltonen

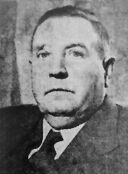
Aleksi Aaltonen

Aleksius „Aleksi“ Aaltonen (* 5. Juli 1892 in Somero; † 22. Februar 1956 in Helsinki) war ein finnischer Politiker der Sozialdemokratischen Partei Finnlands (SDP), der unter anderem zwischen 1929 und 1936 Mitglied des Reichstages, von 1936 bis 1944 Generalsekretär der SDP sowie mehrmals Minister war.

## Leben
Aaltonen, Sohn des Kleinbauern Fredrik Aaltonen und dessen Ehefrau Ida Lovisa Fenander, besuchte die Grundschule und war nach einer Ausbildung bis 1916 als Schneider tätig. Im Anschluss war er für kurze Zeit Funktionär der Textilarbeitergewerkschaft und danach zwischen 1916 und 1917 Bezirkssekretär der Sozialdemokratischen Partei Finnlands (Suomen Sosialidemokraattinen Puolue) im Bezirk Turku-Süd. Daraufhin nahm er 1918 eine Tätigkeit als Redakteur bei der sozialdemokratischen Zeitung Sosialisti und war für diese nach dem Besuch der SDP-Parteischule bis 1922 tätig. Nach einer von 1922 bis 1926 dauernden Tätigkeit als Redakteur bei der in Tampere erscheinenden Zeitung Kansan Lehti war er Sekretär der SDP sowie danach zwischen 1927 und 1928 Funktionär der Gewerkschaft der Handelsangestellten. Daneben war Redakteur der Zeitungen Raittiin Kansan und Liiketyöläisen sowie zwischen 1928 und 1934 Chefredakteur von Sosialisti, ehe er zwischen 1934 und 1935 Chefredakteur der in Viipuri erscheinenden Zeitung Kansan Työn. Danach war er von 1935 bis 1936 Redakteur der sozialdemokratischen Parteizeitung.
Bei den Wahlen 1929 wurde er als Kandidat der SDP erstmals zum Mitglied des Reichstages gewählt und vertrat in diesem vom 1. August 1929 bis zum 31. August 1936 den Wahlkreis Turku Süd. Während dieser Zeit war er Mitglied der Ausschüsse für Verkehr- und Infrastruktur, Verfassungsrecht sowie Handel und auch des Hauptausschusses. 1936 löste Aaltonen Karl H. Wiik als Generalsekretär der Sozialdemokratischen Partei Finnlands ab und übte diese Funktion acht Jahre lang bis zu seiner Ablösung durch Unto Varjonen 1944 aus. Daneben war er zwischen 1927 und 1944 Chefredakteur von Järjestötyön.
Am 17. Dezember 1943 übernahm Aaltonen im Kabinett von Ministerpräsident Edwin Linkomies erstmals ein Ministeramt und fungierte bis zum 8. August 1944 als Sozialminister (Sosiaaliministeri). Das Amt des Sozialministers bekleidete er vom 8. August bis zum 21. September 1944 auch im darauf folgenden Kabinett von Ministerpräsident Antti Hackzell. 1945 wurde er Direktor der Sozialversicherungsanstalt (Kansaneläkelaitoksen päätoimitalo) und verblieb in dieser Verwendung bis 1954. Am 29. Juli 1948 übernahm er im ersten Kabinett von Ministerpräsident Karl-August Fagerholm zunächst für einen Tag bis zum 30. Juli 1948 das Amt als Minister ohne Geschäftsbereich (Salkuton ministeri). Zugleich war er zwischen dem 29. Juli 1948 und dem 18. März 1949 Minister im Amt des Ministerpräsidenten (Ministeri valtioneuvoston kansliassa) sowie vom 30. Juli 1948 bis zum 18. März 1949 stellvertretender Finanzminister (Ministeri valtiovarainministeriössä). Danach wurde er im Rahmen einer Kabinettsumbildung am 18. März 1949 als Nachfolger von Tyyne Leivo-Larsson abermals Sozialminister und hatte dieses Ministeramt bis zum Ende von Fagerholms Amtszeit am 17. März 1950.
Aaltonen war seit 1913 mit Elli Ilona Lehtonen verheiratet.